# Dilophus hiemalis
Dilophus hiemalis är en tvåvingeart som beskrevs av Becker 1908. Dilophus hiemalis ingår i släktet Dilophus och familjen hårmyggor.
Artens utbredningsområde är Kanarieöarna. Inga underarter finns listade i Catalogue of Life.